# Aleksandr Muratov
 Ikke at forveksle med Aleksandr Aleksandrovitj Muratov.
Aleksandr Muratov (russisk: Александр Игоревич Мура́тов,tr. Aleksandr Igorevitj Muratov) (født 21. april 1935 i Kharkiv i Sovjetunionen, død 14. april 2025) var en sovjetisk filminstruktør og manuskriptforfatter.

## Filmografi
- Gonki po vertikali (Гонки по вертикали, 1983)[3][4]